# Edb
Edb, en forkortelse for elektronisk databehandling, i modsætning til elektrisk eller manuel. Udtrykket dukkede (vistnok) først op på dansk i 1957, afledt af det engelske EDP Electronic Data Processing. I 1959 blev udtrykket optaget af Dansk Sprognævn.
I dag bruges forkortelsen it (informationsteknologi) ofte i sammenhænge, hvor edb tidligere var det foretrukne udtryk.
Skiftet skete i løbet af 1990'erne – måske kædet sammen med pc-revolutionen.